# Voskuilen
Voskuilen is een buurtschap behorende tot de gemeente Woudenberg, in de provincie Utrecht. Het ligt 3 kilometer ten noordoosten van Woudenberg.
Dorp: Woudenberg      Buurtschappen: Moorst (deels) · Voskuilen

Utrecht · Plaatsen in de provincie      Nederland · Provincies · Gemeenten